# Microrregión de Mogi das Cruzes
La microrregión de Mogi das Cruzes es una de las microrregiones del estado brasileño de São Paulo perteneciente a la mesorregión Metropolitana de São Paulo. Su población, según el censo 2010 es de 1.316.059 habitantes y está dividida en ocho municipios. Posee un área total de 2.062,103 km².

## Municipios
- Biritiba-Mirim, 28.573 habitantes;
- Ferraz de Vasconcelos, 168.290 habitantes;
- Guararema, 25.861 habitantes;
- Itaquaquecetuba, 321.854 habitantes;
- Mogi das Cruzes, 387.241 habitantes;
- Poá, 106.033 habitantes;
- Salesópolis,15.639 habitantes;
- Suzano, 262.568 habitantes.